# Championnats du monde junior de ski nordique 2016
Navigation
Édition précédente Édition suivante
Les championnats du monde junior de ski nordique 2016 se déroulent du 22 février 2016 au 26 février 2016 à Râșnov en Roumanie, sous l'égide de la fédération internationale de ski. L’événement comprend les championnats du monde junior de ski de fond, de saut à ski et de combiné nordique. Les athlètes doivent être âgés de moins de vingt ans. Parallèlement, des championnats du monde de ski de fond des moins de 23 ans se tiennent avec six épreuves au programme.
Deux jours avant le début des Championnats, la Fédération internationale de ski annonce par un courriel aux fédérations nationales qu'elle avance de deux jours la première épreuve de combiné : la course qui devait se tenir le 24 aura lieu le 22 février, soit deux jours après l'envoi dudit courriel ! Cette annonce tardive empêche certaines nations, dont la France, d'aligner leurs coureurs au départ — faute d'avoir pu se rendre sur place à temps. Ainsi, Edgar Vallet, Maël Tyrode, Théo Rochat et Laurent Muhlethaler (alors en tête du classement de la Coupe OPA, qu'il remportera quelques semaines plus tard) sont empêchés de concourir. Lors des épreuves individuelles, seul Lilian Vaxelaire représentera la France, qui déclare forfait pour l'épreuve par équipes.

## Tableaux des médailles
| Rang  | Nation       | Or | Argent | Bronze | Total |
| ----- | ------------ | -- | ------ | ------ | ----- |
| 1     | Norvège      | 5  | 5      | 1      | 11    |
| 2     | Autriche     | 3  | 1      | 0      | 4     |
| 3     | Allemagne    | 2  | 5      | 3      | 10    |
| 4     | Suède        | 2  | 0      | 1      | 3     |
| 5     | Russie       | 1  | 1      | 3      | 5     |
| 6     | Slovénie     | 1  | 1      | 0      | 2     |
| 7     | Tchéquie     | 1  | 0      | 0      | 1     |
| 8     | Corée du Sud | 0  | 2      | 0      | 2     |
| 9     | Finlande     | 0  | 0      | 2      | 2     |
| 9     | Japon        | 0  | 0      | 2      | 2     |
| 11    | Italie       | 0  | 0      | 1      | 1     |
| 11    | France       | 0  | 0      | 1      | 1     |
| 11    | Estonie      | 0  | 0      | 1      | 1     |
| Total | Total        | 15 | 15     | 15     | 45    |

| Rang  | Nation    | Or | Argent | Bronze | Total |
| ----- | --------- | -- | ------ | ------ | ----- |
| 1     | Suède     | 2  | 1      | 1      | 4     |
| 2     | France    | 1  | 1      | 2      | 4     |
| 3     | Russie    | 1  | 1      | 1      | 3     |
| 4     | Allemagne | 1  | 1      | 0      | 2     |
| 5     | Norvège   | 1  | 0      | 1      | 2     |
| 6     | Suisse    | 0  | 1      | 0      | 1     |
| 6     | Slovénie  | 0  | 1      | 0      | 1     |
| 8     | Tchéquie  | 0  | 0      | 1      | 1     |
| Total | Total     | 6  | 6      | 6      | 18    |

## Podiums

### Championnats du monde junior

#### Ski de fond

##### Hommes
| Épreuves          | Or                                                                                        | Argent                                                                         | Bronze                                                                |
| ----------------- | ----------------------------------------------------------------------------------------- | ------------------------------------------------------------------------------ | --------------------------------------------------------------------- |
| Sprint - Libre    | Johannes Høsflot Klæbo                                                                    | Kim Magnus                                                                     | Giacomo Gabrielli                                                     |
| 10 km - Classique | Johannes Høsflot Klæbo                                                                    | Kim Magnus                                                                     | Lauri Lepistö                                                         |
| 15 km - Libre     | Ivan Yakimushkin                                                                          | Mattis Stenshagen                                                              | Denis Spitsov                                                         |
| Relais 4 × 5 km   | Norvège- Mattis Stenshagen - Vebjørn Hegdal - Jan Thomas Jenssen - Johannes Høsflot Klæbo | Russie- Alexander Bolshunov - Ivan Kirillov - Denis Spitsov - Ivan Yakimushkin | France- Jules Lapierre - Martin Collet - Hugo Lapalus - Camille Laude |

##### Femmes
| Épreuves          | Or                                                                | Argent                                                                                     | Bronze                                                                               |
| ----------------- | ----------------------------------------------------------------- | ------------------------------------------------------------------------------------------ | ------------------------------------------------------------------------------------ |
| Sprint - Libre    | Amalie Håkonsen Ous                                               | Lotta Udnes Weng                                                                           | Jenny Solin                                                                          |
| 5 km - Classique  | Marte Mæhlum Johansen                                             | Lotta Udnes Weng                                                                           | Antonia Fräbel                                                                       |
| 10 km - Libre     | Ebba Andersson                                                    | Katharina Hennig                                                                           | Tiril Udnes Weng                                                                     |
| Relais 4 × 2,5 km | Suède- Emma Ribom - Elina Rönnlund - Ebba Andersson - Jenny Solin | Norvège- Amalie Håkonsen Ous - Marte Mæhlum Johansen - Tiril Udnes Weng - Lotta Udnes Weng | Russie- Polina Nekrasova - Alexandra Golubitskaya - Yana Kirpichenko - Olga Kucheruk |

#### Saut à ski

##### Hommes
| Épreuves    | Or                                                                  | Argent                                                                         | Bronze                                                                     |
| ----------- | ------------------------------------------------------------------- | ------------------------------------------------------------------------------ | -------------------------------------------------------------------------- |
| Individuel  | David Siegel                                                        | Domen Prevc                                                                    | Ryoyu Kobayashi                                                            |
| Par équipes | Allemagne- Jonathan Siegel - Adrian Sell - Tim Fuchs - David Siegel | Norvège- Marius Lindvik - Are Sumstad - Robin Pedersen - Halvor Egner Granerud | Japon- Masamitsu Itō - Yūken Iwasa (pl) - Naoki Nakamura - Ryoyu Kobayashi |

##### Femmes
| Épreuves   | Or           | Argent            | Bronze          |
| ---------- | ------------ | ----------------- | --------------- |
| Individuel | Chiara Hölzl | Katharina Althaus | Sofia Tikhonova |

##### Mixte
| Épreuves    | Or                                                                | Argent                                                                          | Bronze                                                                   |
| ----------- | ----------------------------------------------------------------- | ------------------------------------------------------------------------------- | ------------------------------------------------------------------------ |
| Par équipes | Slovénie- Nika Križnar - Bor Pavlovčič - Ema Klinec - Domen Prevc | Autriche- Claudia Purker - Maximilian Steiner - Chiara Hölzl - Janni Reisenauer | Allemagne- Katharina Althaus - Tim Fuchs - Anna Rupprecht - David Siegel |

#### Combiné nordique
| Épreuves             | Or                                                                           | Argent                                                             | Bronze                                                                       |
| -------------------- | ---------------------------------------------------------------------------- | ------------------------------------------------------------------ | ---------------------------------------------------------------------------- |
| Gundersen 10 km      | Bernhard Flaschberger                                                        | Vinzenz Geiger                                                     | Terence Weber                                                                |
| Gundersen 5 km       | Tomáš Portyk                                                                 | Terence Weber                                                      | Kristjan Ilves                                                               |
| Par équipes 4 x 5 km | Autriche- Florian Dagn - Noa Mraz - Samuel Mraz (de) - Bernhard Flaschberger | Allemagne- Martin Hahn - Tim Kopp - Terence Weber - Vinzenz Geiger | Finlande- Wille Karhumaa - Atte Korhonen (de) - Mikko Hulkko - Eero Hirvonen |

### Championnats du monde de ski de fond des moins de 23 ans

#### Hommes
| Épreuves          | Or                   | Argent            | Bronze            |
| ----------------- | -------------------- | ----------------- | ----------------- |
| Sprint - Libre    | Lucas Chanavat       | Karl-Johan Dyvik  | Jean Tiberghien   |
| 15 km - Classique | Jens Burman          | Alexey Chervotkin | Mikael Gunnulfsen |
| 15 km - Libre     | Simen Hegstad Krüger | Clément Parisse   | Alexandre Pouye   |

#### Femmes
| Épreuves          | Or               | Argent           | Bronze           |
| ----------------- | ---------------- | ---------------- | ---------------- |
| Sprint - Libre    | Jonna Sundling   | Nadine Fähndrich | Maja Dahlqvist   |
| 10 km - Classique | Anastasia Sedova | Victoria Carl    | Petra Nováková   |
| 10 km - Libre     | Victoria Carl    | Lea Einfalt      | Anastasia Sedova |

### Athlètes

#### Athlètes masculins
1. ↑  (en) Lilian Vaxelaire dans la base de données de la Fédération internationale de ski